# Белорусија на Европском првенству у атлетици у дворани 2017.
Белорусија је учествовала на 34. Европском првенству у дворани 2017 одржаном у Београду, Србија, од 3. до 5. марта. Ово је било дванаесто европско првенство у дворани од 1994. године од када Белорусија учествује самостално под овим именом. Репрезентацију Белорусије представљало је 19 спортиста (5 мушкараца и 14 жена) који су се такмичили у 14. дисциплина (4 мушке и 10 женских).
На овом првенству Белорусија је била 17. по броју освојених медаља са 3 медаље од којих су једна сребрна и две бронзане. У табели успешности према броју и пласману такмичара који су учествовали у финалним такмичењима (првих 8 такмичара) Белорусија је са седморо финалиста заузела 9. место са 25 бодова, од 36 земље које су имале представнике у финалу. Укупно је учествовало 49 земаља.
| Пл. | Земља      | 1. место | 2. место | 3. место | 4. место | 5. место | 6. место | 7. место | 8. место | Бр. фин. Бод. |
| --- | ---------- | -------- | -------- | -------- | -------- | -------- | -------- | -------- | -------- | ------------- |
| 9.  | Белорусија | -        | 1 - 7    | 2 – 12   | -        | –        | –        | 2 - 4    | 2 – 2    | 7 - 25        |

## Учесници
| Мушкарци: - Виталиј Паракхонка — 60 м препоне - Павел Селиверстов — Скок увис - Константин Боричевски — Скок удаљ - Михаил Абрамчук — Бацање кугле - Алексеј Ничифоров — Бацање кугле | Жене: - Кристина Цимановска — 60 м - Дарја Барисевич — 1.500 м - Свјатлана Куџелич — 3.000 м - Алина Талај — 60 м препоне - Елвира Херман — 60 м препоне - Maryia Zhodzik — Скок увис - Ирина Јакалцевич — Скок мотком - Вероника Шуткова — Скок удаљ - Ирина Васкоуска — Троскок - Алиона Дубицка — Бацање кугле - Јулија Леонтјук — Бацање кугле - Викторија Колб — Бацање кугле - Јана Максимова — Петобој - Хана Харадскаја — Петобој |  |

## Освајачи медаља (3)

### Сребро (1)
- Алина Талај — 60 м препоне

### Бронза (2)
- Павел Селиверстов — Скок увис
- Јулија Леонтјук — Бацање кугле

## Резултати

### Мушкарци
| Атлетичар              | Дисциплина   | Лични рекорд | Квалификације   | Квалификације   | Полуфинале           | Полуфинале           | Финале               | Финале               | Детаљи |
| Атлетичар              | Дисциплина   | Лични рекорд | Резултат        | Место           | Резултат             | Место                | Резултат             | Место                | Детаљи |
| ---------------------- | ------------ | ------------ | --------------- | --------------- | -------------------- | -------------------- | -------------------- | -------------------- | ------ |
| Виталиј Паракхонка     | 60 м препоне | 7,76         | Дисквалификован | Дисквалификован | Није се квалификовао | Није се квалификовао | Није се квалификовао | Није се квалификовао |        |
| Павел Селиверстов      | Скок увис    | 2,32         | 2,28 КВ         | 3.              |                      |                      | 2,27                 |                      |        |
| Канстантин Баричевскиј | Скок удаљ    | 7,94         | 7,50            | 16              | Није се квалификовао | 16 / 18 (20)         |                      |                      |        |
| Михаил Абрамчук        | бацање кугле | 20,18        | 19,99 кв, ЛРС   | 8.              | 19,38                | 8 / 23               |                      |                      |        |
| Алексеј Ничифоров      | бацање кугле | 19,97        | 18,90           | 21.             | Није се квалификовао | 21 / 23              |                      |                      |        |

### Жене
| Атлетичарка         | Дисциплина   | Лични рекорд | Квалификације  | Квалификације | Полуфинале            | Полуфинале | Финале                | Финале       | Детаљи |
| Атлетичарка         | Дисциплина   | Лични рекорд | Резултат       | Место         | Резултат              | Место      | Резултат              | Место        | Детаљи |
| ------------------- | ------------ | ------------ | -------------- | ------------- | --------------------- | ---------- | --------------------- | ------------ | ------ |
| Кристина Цимановска | 60 м         | 7,21         | 7,42 КВ        | 4. у гр. 2    | 7,39                  | 4. у гр. 1 | Није се квалификовала | 12 / 37 (38) |        |
| Дарја Барисевич     | 1.500 м      | 4:13,15      | 4:12,52 кв, ЛР | 3. у гр. 2    |                       |            | 4:13,81               | 7 / 19       |        |
| Светлана Куџелич    | 3.000 м      | 8:48,02 НР   | 9:03,21 ЛРС    | 8. у гр. 2    | Није се квалификовала | 13 / 17    |                       |              |        |
| Алина Талај         | 60 м препоне | 7,85 НР      | 7,94 КВ        | 1. у гр. 4    | 7,88 КВ, ЛРС          | 1. у гр. 1 | 7,92                  |              |        |
| Елвира Херман       | 60 м препоне | 8,13         | 8,24 КВ        | 3. у гр. 2    | 8,57                  | 8. у гр. 2 | Нису се квалификовале | 16 / 22 (27) |        |
| Maryia Zhodzik      | Скок увис    | 1,89         | 1,86           | 9.            |                       |            | Нису се квалификовале | 9 / 21       |        |
| Ирина Јакалцевич    | Скок мотком  | 4,50         |                |               |                       |            | 4,40                  | 12 / 13      |        |
| Вероника Шуткова    | Скок удаљ    | 6,77         | 6,07           | 14.           |                       |            | Нису се квалификовале | 14 / 17      |        |
| Ирина Васкоуска     | Троскок      | 14,23        | 13.85          | 10.           | 10 / 18               |            | Нису се квалификовале |              |        |
| Алиона Дубицка      | Бацање кугле | 18,34        | 18,13 КВ, ЛРС  | 2.            | 17,85                 | 7 / 21     |                       |              |        |
| Јулија Леонтјук     | Бацање кугле | 19,00        | 17,81 КВ       | 4.            | 18,32                 |            |                       |              |        |
| Викторија Колб      | Бацање кугле | 17,40        | 17,22          | 11.           | Није се квалификовала | 11 / 21    |                       |              |        |

#### Петобој
| Дисциплина   | Јана Максимова | Јана Максимова | Јана Максимова | Јана Максимова | Јана Максимова | Јана Максимова |
| Дисциплина   | Лич. рек.      | Резултат       | Бод.           | Плас.          | Укупно         | Плас.          |
| ------------ | -------------- | -------------- | -------------- | -------------- | -------------- | -------------- |
| 60 м препоне | 8,58           | 8,85           | 941            | 12.            | 941            | 12.            |
| Скок увис    | 1,95           | 1,87           | 1.067          | 2.             | 2.008          | 6.             |
| Бацање кугле | 15,02          | 14,01          | 795            | 8.             | 2.803          | 6.             |
| Скок удаљ    | 6,14           | 5,69           | 756            | 13.            | 3.559          | 7.             |
| 800 м        | 2:11,28        | 2:16,00 ЛРС    | 879            | 7.             | 4.438          |                |
| Петобој      | 4.742          |                |                |                | 4.438          | 8 / 15         |

| Дисциплина   | Хана Харадскаја | Хана Харадскаја | Хана Харадскаја | Хана Харадскаја | Хана Харадскаја | Хана Харадскаја |
| Дисциплина   | Лич. рек.       | Резултат        | Бод.            | Плас.           | Укупно          | Плас.           |
| ------------ | --------------- | --------------- | --------------- | --------------- | --------------- | --------------- |
| 60 м препоне | 8,82            | Диск.           | 0               | 15.             | 0               | 15.             |
| Скок увис    | 1,87            | 1,81            | 991             | 7.              | 991             | 15.             |
| Бацање кугле | 13,32           | 13,12           | 735             | 13.             | 1.726           | 15.             |
| Скок удаљ    | 5,77            | 5,54            | 712             | 15.             | 2.438           | 15.             |
| 800 м        | 2:24,30         | 2:25,26         | 753             | 15.             | 3.191           | 15.             |
| Петобој      | 4.292           |                 |                 |                 | 3.191           | 15 /15          |